# Copa de Estonia
La Copa de Estonia (en estonio: Eesti Karikas) es una competición de fútbol de Estonia, Se disputa como república independiente desde 1993.
El equipo campeón accede a la primera ronda de clasificación de la Liga Europa Conferencia de la UEFA.
En 1938, 1939 y 1940 fueron las tres primeras ediciones jugadas en Estonia entonces país independiente. En los años de la guerra de 1942 y 1943 fueron jugados durante la ocupación alemana. De 1946 a 1991, el torneo se celebró en el RSS de Estonia como un torneo regional de la Copa de la Unión Soviética. En 1993, se disputó la primera final después de la independencia de Estonia.

## Palmarés

### República Independiente
| Temporada | Campeón                  | Resultado    | Finalista                |
| --------- | ------------------------ | ------------ | ------------------------ |
| 1938      | SK Tallinna Sport        | 1 - 1, 2 - 1 | Tallinna Jalgpalli Klubi |
| 1939      | Tallinna Jalgpalli Klubi | 4 - 1        | Kalev Tallinn            |
| 1940      | Tallinna Jalgpalli Klubi | 4 - 1        | Esta Tallinn             |
| 1942*     | SK Tallinna Sport        | 3 - 0        | Kalev Pärnu              |
| 1943*     | Tartu PSR                | 1 - 0        | Kalev Tallinn            |

- 1942 y 1943, ocupación alemana de Estonia

### FinalesRSS de Estonia
| Temporada | Campeón                 | Resultado        | Finalista               |
| --------- | ----------------------- | ---------------- | ----------------------- |
| 1946      | Dünamo Tallinn          | 3 - 1            | Kalev Tallinn           |
| 1947      | Dünamo Tallinn          | 6 - 0            | Kalev Pärnu             |
| 1948      | VVS Tallinn             | 5 - 2            | Kalev Tartu             |
| 1949      | Dünamo Tallinn          | 11 - 0           | VVS Tallinn             |
| 1950      | Balti Laevastik Tallinn | 2 - 0            | Dünamo Tallinn          |
| 1951      | Balti Laevastik Tallinn | 3 - 0            | Dünamo Tallinn          |
| 1952      | Balti Laevastik Tallinn | 2 - 0            | Dünamo Tallinn          |
| 1953      | Dünamo Tallinn          | 4 - 0            | Kalev Narva             |
| 1954      | VVS Tallinn             | 2 - 1            | Spartak Viljandi        |
| 1955      | Balti Laevastik Tallinn | 2 - 0            | JK Kalev Tallinn        |
| 1956      | Balti Laevastik Tallinn | 4 - 0            | Dünamo Tartu            |
| 1957      | Spartak Viljandi        | 4 - 1            | Kalev Rakvere           |
| 1958      | Kalev Ülemiste          | 7 - 0            | Kalev Narva             |
| 1959      | Kalev Ülemiste          | 2 - 0            | Balti Laevastik Tallinn |
| 1960      | Balti Laevastik Tallinn | 2 - 1            | Norma Tallinn           |
| 1961      | Kalev Ülemiste          | 3 - 0            | Norma Tallinn           |
| 1962      | Norma Tallinn           | 2 - 1            | Tempo Tallinn           |
| 1963      | Kreenholm Narva         | 3 - 1            | Norma Tallinn           |
| 1964      | Kalev Ülemiste          | 2 - 0            | Kalev Aseri             |
| 1965      | Norma Tallinn           | 3 - 2            | Balti Laevastik Tallinn |
| 1966      | Start Tallinn           | 1 - 1, 3 - 2     | Tekstiil Tallinn        |
| 1967      | Balti Laevastik Tallinn | 1 - 0            | Start Tallinn           |
| 1968      | Balti Laevastik Tallinn | 0 - 0, 1 - 0     | Norma Tallinn           |
| 1969      | Dvigatel Tallinn        | 2 - 1            | Tempo Tallinn           |
| 1970      | Start Tallinn           | 4 - 0            | Lokomotiv Valga         |
| 1971      | Norma Tallinn           | 2 - 1            | Dvigatel Tallinn        |
| 1972      | Dünamo Kopli            | 1 - 0            | Balti Laevastik Tallinn |
| 1973      | Norma Tallinn           | 1 - 0            | Baltika Narva           |
| 1974      | Norma Tallinn           | 3 - 1            | Kreenholm Narva         |
| 1975      | Baltika Narva           | 3 - 2            | Dünamo Kopli            |
| 1976      | Aseri SK                | 2 - 0            | Baltika Narva           |
| 1977      | Kalev Sillamäe          | 4 - 0            | Norma Tallinn           |
| 1978      | Kalev Sillamäe          | 1 - 0            | Sirgala Karjäär         |
| 1979      | Dünamo Tallinn          | 1 - 0            | Kalev Sillamäe          |
| 1980      | Baltika Narva           | 0 - 0 (8-7 pen.) | EP Jõhvi                |
| 1981      | Kalakombinaat Pärnu     | 3 - 1            | Baltika Narva           |
| 1982      | Kalakombinaat Pärnu     | 1 - 0            | Ehitaja Kohtla-Järve    |
| 1983      | Dünamo Tallinn          | 3 - 0            | EP Jõhvi                |
| 1984      | Tempo Tallinn           | 0 - 0 (4-2 pen.) | EP Jõhvi                |
| 1985      | EP Jõhvi                | 3 - 1            | Zvezda Tallinn          |
| 1986      | EP Jõhvi                | 1 - 0            | Tempo Tallinn           |
| 1987      | EP Jõhvi                | 2 - 1            | Zvezda Tallinn          |
| 1988      | Kalakombinaat/MEK Pärnu | 2 - 1            | TVMK Tallinn            |
| 1989      | Norma Tallinn           | 1 - 0            | Kalev Sillamäe          |
| 1990      | Kalakombinaat/MEK Pärnu | 1 - 0            | EP Jõhvi                |
| 1991      | TVMK Tallinn            | 0 - 0 (4-3 pen.) | Keemik Kohtla-Järve     |

### República Independiente
| Temporada | Campeón             | Resultado        | Finalista           | Sede de la final                     |
| --------- | ------------------- | ---------------- | ------------------- | ------------------------------------ |
| 1992-93   | Nikol Tallinn       | 0 - 0 (4-2 pen.) | Norma Tallinn       | Estadio Kadriorg, Tallin             |
| 1993-94   | Norma Tallinn       | 4 - 1            | Narva Trans         | Estadio Kadriorg, Tallin             |
| 1994-95   | Flora Tallinn       | 2 - 0            | Lantana Tallinn     | Estadio Kadriorg, Tallin             |
| 1995-96   | Sadam Tallinn       | 2 - 0            | EP Jõhvi            | Estadio Kadriorg, Tallin             |
| 1996-97   | Sadam Tallinn       | 3 - 2            | Lantana Tallinn     | Estadio Kadriorg, Tallin             |
| 1997-98   | Flora Tallinn       | 3 - 2            | Lantana Tallinn     | Kuressaare linnastaadion, Kuressaare |
| 1998-99   | Levadia Maardu      | 3 - 2            | Tulevik Viljandi    | Valga Keskstaadion, Valga            |
| 1999-00   | Levadia Maardu      | 2 - 0            | Tulevik Viljandi    | Pärnu Rannastaadion, Pärnu           |
| 2000-01   | Narva Trans         | 1 - 0            | Flora Tallinn       | Valga Keskstaadion, Valga            |
| 2001-02   | Levadia Maardu II   | 2 - 0            | Levadia Maardu      | A. Le Coq Arena, Tallin              |
| 2002-03   | TVMK Tallinn        | 2 - 2 (4-1 pen.) | Flora Tallinn       | Estadio Kadriorg, Tallin             |
| 2003-04   | Levadia Tallinn     | 3 - 0            | TVMK Tallinn        | Estadio Kadriorg, Tallin             |
| 2004-05   | Levadia Tallinn     | 1 - 0            | TVMK Tallinn        | Estadio Kadriorg, Tallin             |
| 2005-06   | TVMK Tallinn        | 1 - 0            | Flora Tallinn       | Estadio Kadriorg, Tallin             |
| 2006-07   | Levadia Tallinn     | 3 - 0            | Narva Trans         | Estadio Kadriorg, Tallin             |
| 2007-08   | Flora Tallinn       | 3 - 1            | JK Maag Tammeka     | Estadio Kadriorg, Tallin             |
| 2008-09   | Flora Tallinn       | 0 - 0 (4-3 pen.) | Nõmme Kalju         | Estadio Kadriorg, Tallin             |
| 2009-10   | Levadia Tallinn     | 3 - 0            | Flora Tallinn       | Estadio Kadriorg, Tallin             |
| 2010-11   | Flora Tallinn       | 2 - 0            | Narva Trans         | A. Le Coq Arena, Tallin              |
| 2011-12   | Levadia Tallinn     | 3 - 0            | Narva Trans         | A. Le Coq Arena, Tallin              |
| 2012-13   | Flora Tallinn       | 3 - 1            | Nõmme Kalju         | A. Le Coq Arena, Tallin              |
| 2013-14   | Levadia Tallinn     | 4 - 0            | Santos Tartu        | A. Le Coq Arena, Tallin              |
| 2014-15   | Nõmme Kalju         | 2 - 0            | Paide Linnameeskond | A. Le Coq Arena, Tallin              |
| 2015-16   | Flora Tallinn       | 3 - 0            | Sillamäe Kalev      | A. Le Coq Arena, Tallin              |
| 2016-17   | Infonet Tallinn     | 2 - 0            | JK Tammeka Tartu    | A. Le Coq Arena, Tallin              |
| 2017-18   | Levadia Tallinn     | 1 - 0            | Flora Tallinn       | A. Le Coq Arena, Tallin              |
| 2018-19   | Narva Trans         | 2 - 1            | Nõmme Kalju         | A. Le Coq Arena, Tallin              |
| 2019-20   | Flora Tallinn       | 2 - 1            | Narva Trans         | A. Le Coq Arena, Tallin              |
| 2020-21   | Levadia Tallinn     | 1 - 0            | Flora Tallinn       | A. Le Coq Arena, Tallin              |
| 2021-22   | Paide Linnameeskond | 1 - 0 (t. s.)    | Nõmme Kalju         | A. Le Coq Arena, Tallin              |
| 2022-23   | Narva Trans         | 2 - 1            | Flora Tallinn       | A. Le Coq Arena, Tallin              |
| 2023-24   | Levadia Tallinn     | 4 - 2            | Paide Linnameeskond | A. Le Coq Arena, Tallin              |
| 2024-25   | Nõmme Kalju         | 3 - 3 (4-1 pen.) | Levadia Tallinn     | A. Le Coq Arena, Tallin              |

## Títulos por club
- Títulos como República independiente desde 1993.
| Club                      | Campeón | 2° | Años Campeón                                                     |
| ------------------------- | ------- | -- | ---------------------------------------------------------------- |
| FC Levadia Tallinn        | 11      | 2  | 1999, 2000, 2004, 2005, 2007, 2010, 2012, 2014, 2018, 2021, 2024 |
| FC Flora Tallinn          | 8       | 7  | 1995, 1998, 2008, 2009, 2011, 2013, 2016, 2020.                  |
| JK Narva Trans            | 3       | 5  | 2001, 2019, 2023                                                 |
| FC TVMK Tallinn (Nikol) † | 3       | 2  | 1993, 2003, 2006                                                 |
| JK Nõmme Kalju            | 2       | 4  | 2015, 2025                                                       |
| JK Sadam Tallinn †        | 2       | -  | 1996, 1997                                                       |
| Paide Linnameeskond       | 1       | 2  | 2022                                                             |
| FC Norma Tallinn †        | 1       | 1  | 1994                                                             |
| FC Levadia II Tallinn     | 1       | -  | 2002                                                             |
| FC Infonet Tallinn †      | 1       | -  | 2017                                                             |
| FC Lantana Tallinn †      | -       | 3  | -----                                                            |
| JK Viljandi Tulevik       | -       | 2  | -----                                                            |
| JK Tammeka Tartu          | -       | 2  | -----                                                            |
| EP Jõhvi †                | -       | 1  | -----                                                            |
| FC Santos Tartu           | -       | 1  | -----                                                            |
| JK Sillamäe Kalev         | -       | 1  | -----                                                            |

- † Equipo desaparecido.

## Curiosidades
- En esta copa es muy común ver goleadas, donde a veces el marcador del ganador es de dos cifras. Es más común en la primera ronda.

- La mayor goleada fue en 2016, el 31-0 del Paide Linnameeskond al Raudteetoolised.[1]

- En la edición 2018, ya hay goleadas, por ejemplo, el 12-0 del Levadia Tallinn al Soccernet, el 10-0 del Marjamaa Kompanii al Tallinna Wolves, el 16-0 del Flora Tallin al Olympic Tallinn, 21-2 del Maardu United II al Mauruse Saurused, y el 22-0 del Kuressaare al Polva Lootos.[2]

- En la edición 2022-23, concretamente el día 9 de julio de 2022, se produjo un 29-0 entre el Harju JK Laagri y el EastHam United.[3]